# 504 (tal)
504 är det naturliga heltal som följer 503 och följs av 505.

## Matematiska egenskaper
- 504 är ett jämnt tal.
- 504 är ett Tribonaccital.
- 504 är ett Heptanaccital.
- 504 är ett mycket ymnigt tal.

## Inom vetenskapen
- 504 Cora, en asteroid.